# Armand Guillaumin

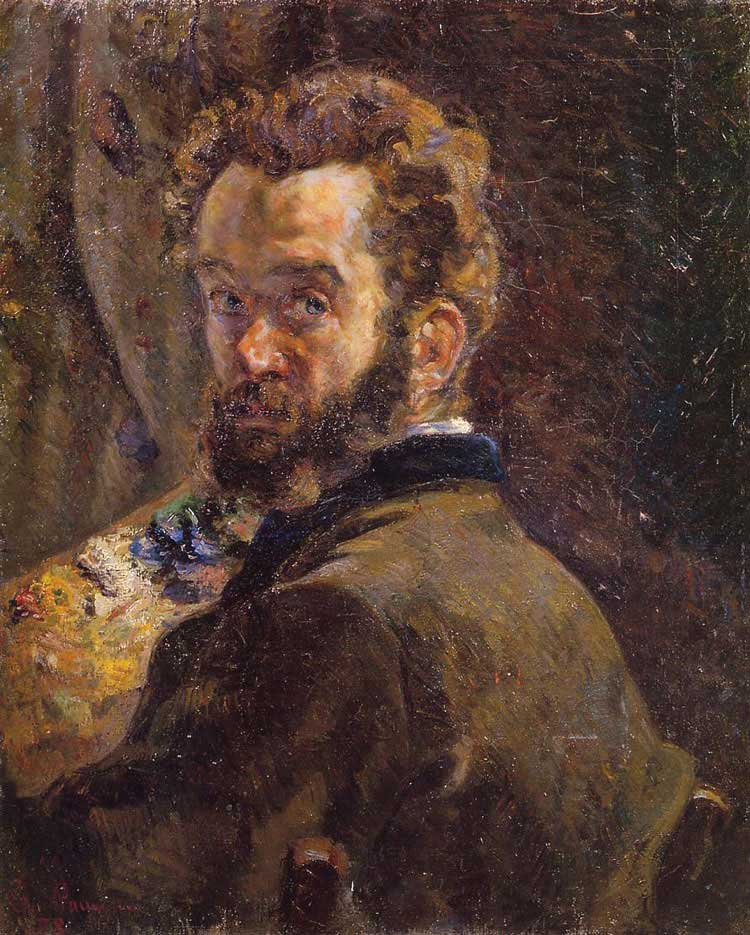
Guillaumin, zelfportret (1878)

Armand Guillaumin (Parijs, 16 februari 1841 - Orly (Val-de-Marne), 26 juni 1927) was een Frans impressionistische kunstschilder en lithograaf. In zijn late werken zijn ook sporen van het fauvisme waarneembaar.

## Leven en werk
Guillaumin werkte op vijftienjarige leeftijd in de wasserij van zijn oom, terwijl hij 's avonds tekenlessen bijwoonde. Vanaf 1860 werkte hij voor de Franse spoorwegen en in 1868 werd hij nachtarbeider voor de Ponts et Chaussées. Omdat hij zelf in zijn eigen levensonderhoud moest voorzien, kon hij alleen in zijn krap bemeten vrije tijd schilderen en vormde hij zichzelf voornamelijk als autodidact. In 1861 ging hij naar de schilderacademie Académie Suisse. Daar ontmoette hij Paul Cézanne en Camille Pissarro, met wie hij levenslange vriendschappen heeft onderhouden. Gezamenlijk waren ze aanwezig tijdens de eerste Salon des Refusés in 1863. Hoewel hij nooit de statuur van deze twee bereikte, was zijn invloed op hun werk belangrijk. Cézanne heeft zijn eerste etspogingen gebaseerd op Guillaumins schilderijen van aken aan de Seine. 
In 1873 stelde Paul Gachet hem een kamer in zijn huis in Auvers-sur-Oise beschikbaar. Een jaar later bewoonde hij hetzelfde huis dat Cézanne eerder bewoond had, en in 1875 huurde hij de voormalige studio van Charles-François Daubigny.
Ook Vincent van Gogh werd een vriend van hem. Theo van Gogh, de broer van Vincent, heeft een aantal van zijn werken verkocht. In 1904 verbleef hij enige tijd in Holland.
In 1891 won hij een grote prijs bij de Nationale Loterij. Hierdoor kon hij zich helemaal wijden aan de schilderkunst.
Hij nam deel aan de Eerste tentoonstelling van de impressionisten in 1874 en toonde zijn schilderijen op diverse impressionistische tentoonstellingen en in de door de Société des Artistes Indépendants opgerichte 'Salon des Indépendants' in 1886.
Guillaumins werk, dat bekend is om zijn intense kleuren, wordt tentoongesteld door grote musea over de hele wereld. Hij is vooral bekend om zijn landschappen van Parijs, het departement Creuse en het gebied rond Les Adrets-de-l'Estérel bij de Middellandse Zeekust in de Franse regio Provence-Alpes-Côte d'Azur.

## Galerij

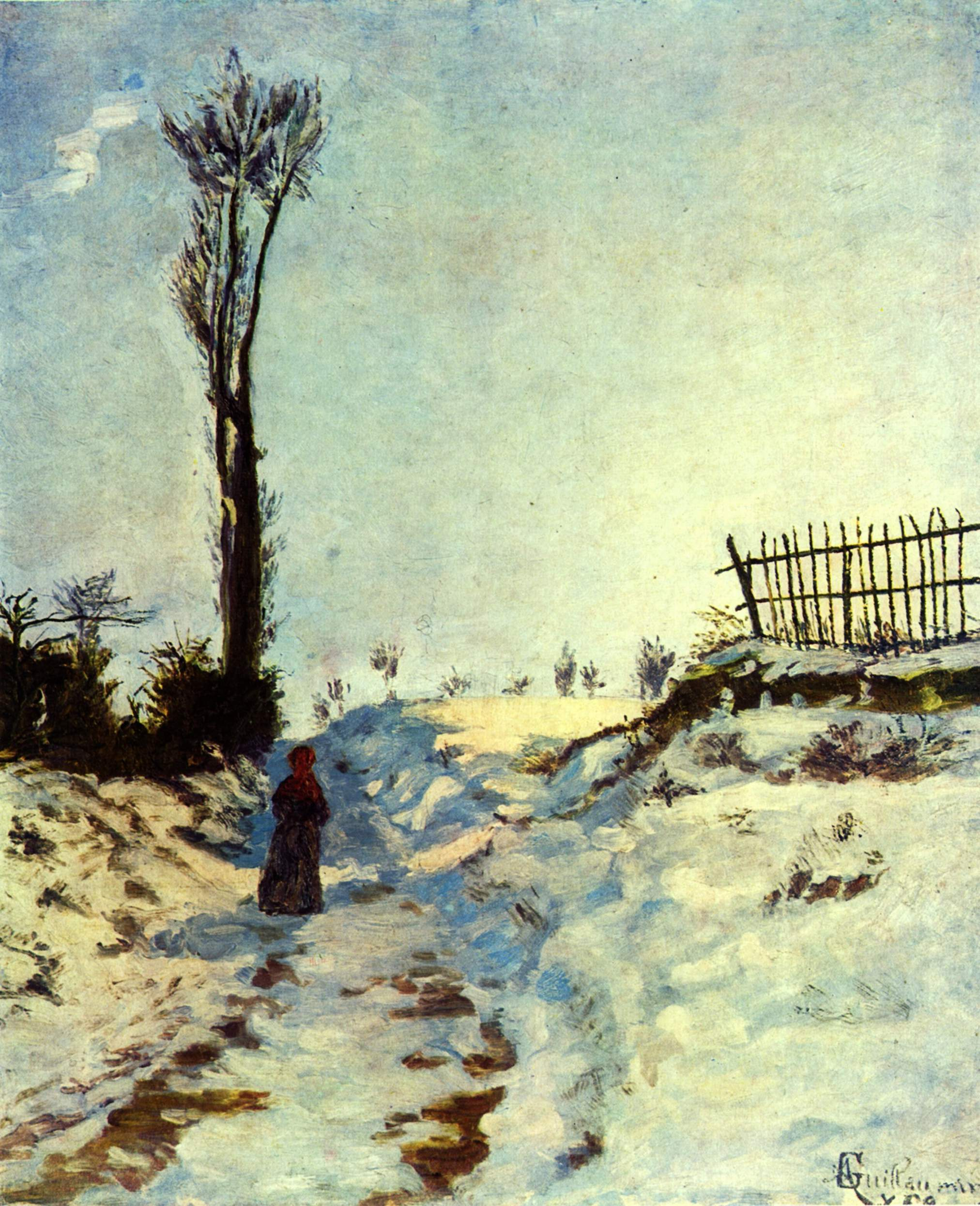
Chemin creux, effet dans la neige (1869}
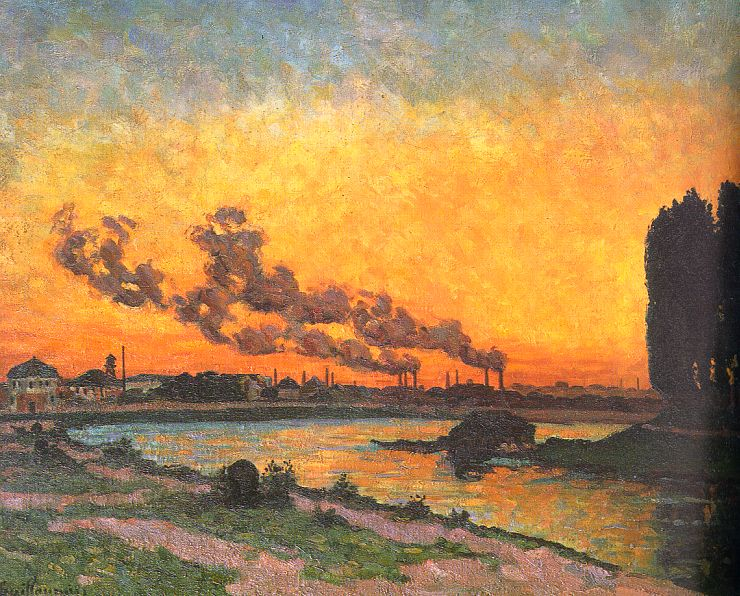
Zonsondergang in Ivry (Soleil couchant à Ivry) (1873). Musee d'Orsay
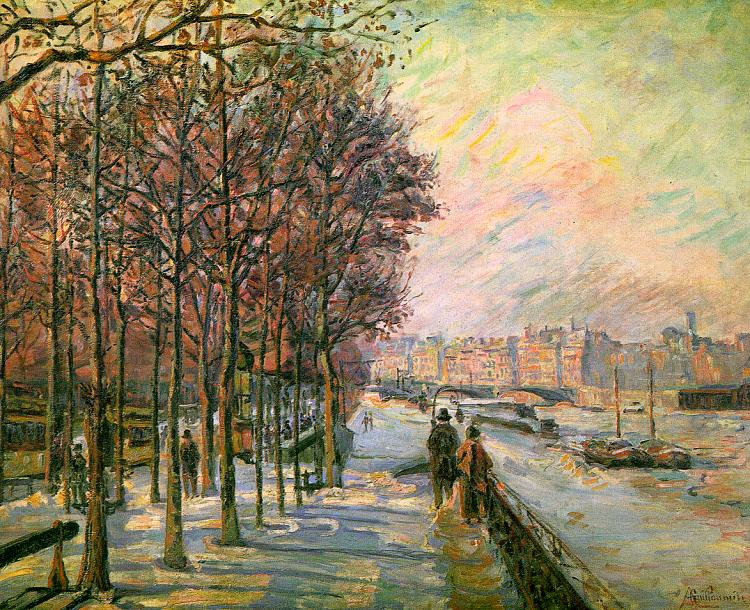
La Place Valhubert (1875)
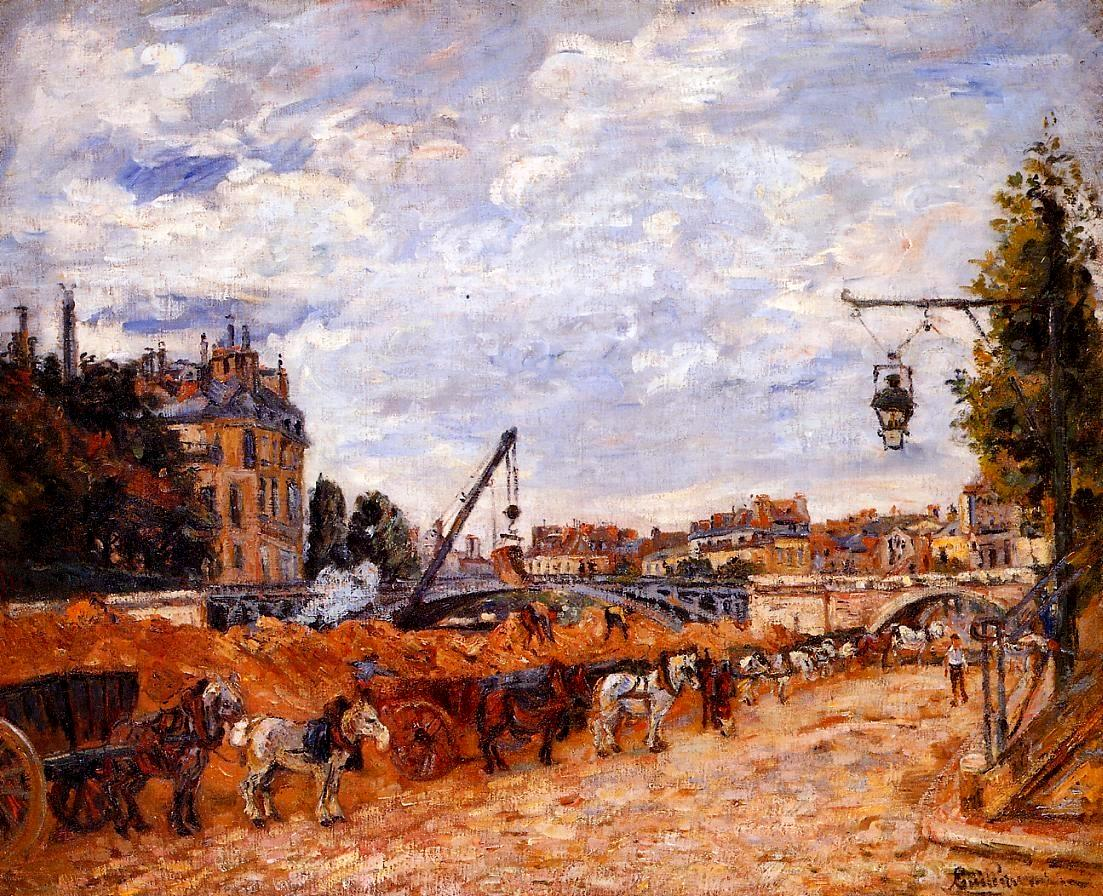
Pont Mary, Quai Sully (1878)
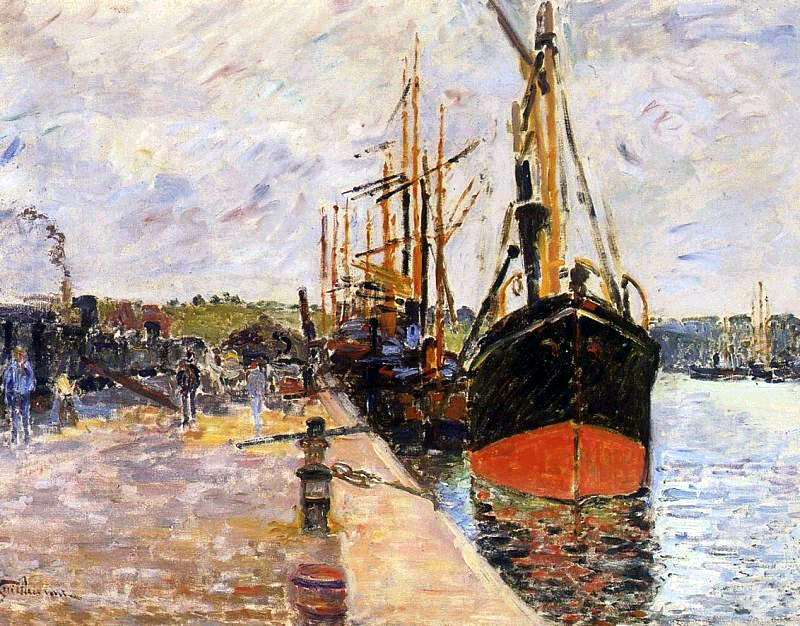
Vue de Port (1880)
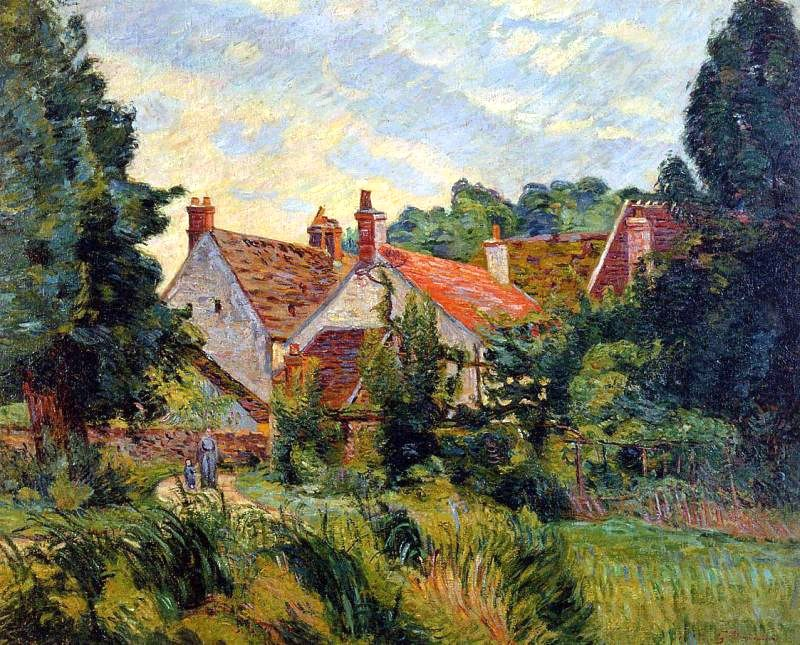
Epinay-sur-Orge (1885)
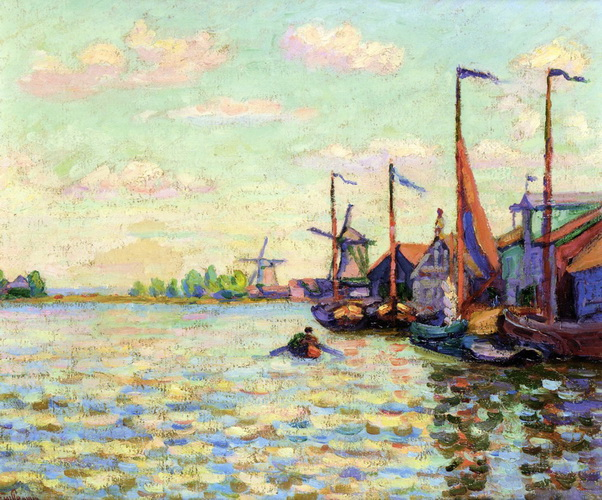
Kanaal in Holland (1904)
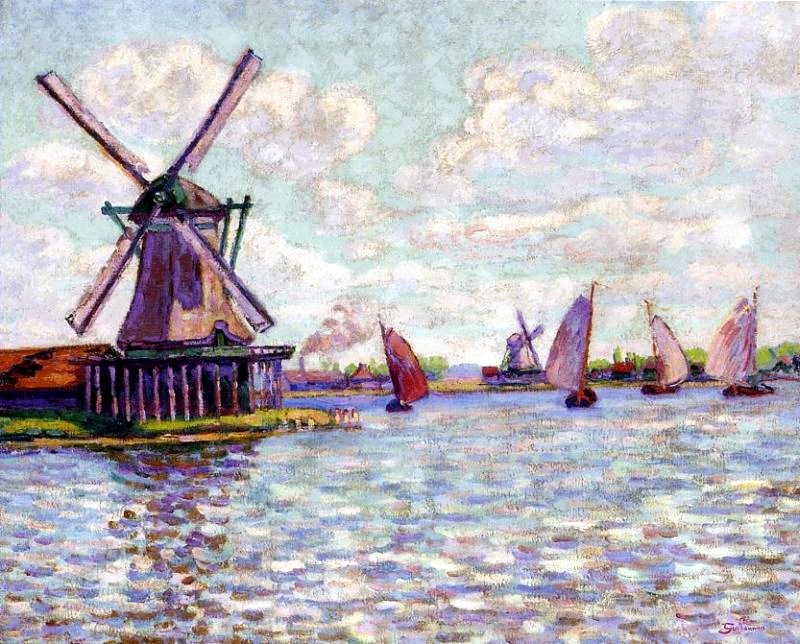
Molens in Holland (1904)